# Eugenia Wedel
Eugenia Wedel (ur. 17 listopada 1853, zm. 11 lipca 1923) – polska przedsiębiorczyni zarządzająca firmą Wedel w latach 1919–1923.

## Życiorys

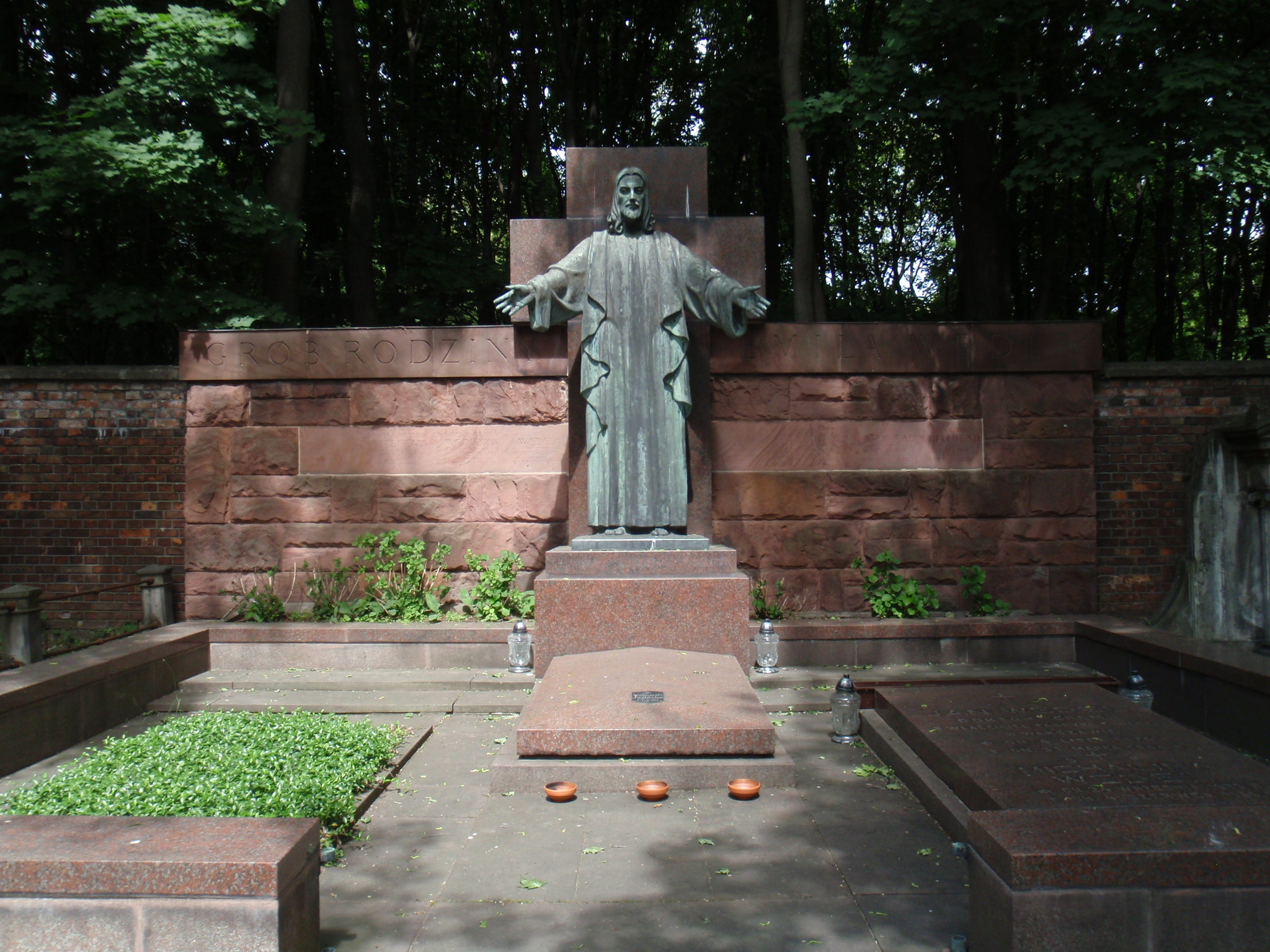
Grobowiec rodzinny Wedlów na cmentarzu ewangelicko-augsburskim w Warszawie

Pochodziła z rodziny Böhmów (Bomów, Bohmów, Bemów). Była córką Eugeniusza i Augusty z Wisnowskich.
W dniu 9 sierpnia 1872 zawarła intercyzę z Emilem Wedlem. Dzień później pastor Karol Gustaw Manitius udzielił im ślubu. Była siostrzenicą Karoliny Wedel z Wisnowskich, macochy Emila Wedla. Emil i Eugenia Wedlowie mieli czworo dzieci: Jana Józefa (ur. 1874), Karola (1877–1881), Eleonorę Józefę (ur. 1884) i Zofię (ur. 1893).
Małżonkowie wyjeżdżali na kuracje zdrowotne do dzisiejszego Sopotu.
Eugenia Wedel kierowała zakładem po śmierci męża w 1919. Była obdarzona dużymi zdolnościami organizacyjnymi i sprawie zarządzała firmą. W historii zakładu jej energiczne zarządzanie jest podawane jako przykład wczesnej emancypacji kobiet w przedsiębiorstwie. W nekrologu w „Kurjerze Warszawskim” pracownicy i pracowniczki firmy pisali o niej jako o niezapomnianej szefowej, której zalety charakteru pozostaną na zawsze w pamięci.
Po jej śmierci kierownictwo w firmie przejął syn Jan. Gdy w 1932 akcjonariuszkami zostały Eleonora i Zofia Wedel, córki Eugenii i Emila, a siostry Jana, przedsiębiorstwo zmieniło nazwę na „Fabryka Czekolad E. Wedel, Spółka Akcyjna”.
Została pochowana na cmentarzu ewangelicko-augsburskim w Warszawie przy ul. Młynarskiej w grobowcu rodzinnym (aleja A, rząd 1, miejsce 31).

## Upamiętnienie
8 marca 2025 roku, w Muzeum Fabryka Czekolady E.Wedel, została odsłonięta tablica upamiętniająca wkład Eugenii Wedel w rozwój firmy.